# Blue River (Colorado)
Blue River és una població dels Estats Units a l'estat de Colorado. Segons el cens del 2000 tenia 685 habitants.

## Demografia
Segons el cens del 2000, Blue River tenia 685 habitants, 268 habitatges, i 151 famílies. La densitat de població era de 121,3 habitants per km².
Dels 268 habitatges en un 26,1% hi vivien nens de menys de 18 anys, en un 53,7% hi vivien parelles casades, en un 1,1% dones solteres, i en un 43,3% no eren unitats familiars. En el 16,8% dels habitatges hi vivien persones soles l'1,9% de les quals corresponia a persones de 65 anys o més que vivien soles. El nombre mitjà de persones vivint en cada habitatge era de 2,56 i el nombre mitjà de persones que vivien en cada família era de 2,82.
Per edats la població es repartia de la següent manera: un 17,4% tenia menys de 18 anys, un 11,4% entre 18 i 24, un 46,9% entre 25 i 44, un 21,8% de 45 a 60 i un 2,6% 65 anys o més.
L'edat mediana era de 32 anys. Per cada 100 dones de 18 o més anys hi havia 126,4 homes.
La renda mediana per habitatge era de 61.964 $ i la renda mediana per família de 70.714 $. Els homes tenien una renda mediana de 34.844 $ mentre que les dones 32.083 $. La renda per capita de la població era de 28.411 $. Entorn del 2,8% de les famílies i el 7% de la població estaven per davall del llindar de pobresa.

## Poblacions més properes
El següent diagrama mostra les poblacions més properes.